# Belá (district de Žilina)
Pour les articles homonymes, voir Belá.
Belá (hongrois : Bella) est un village de Slovaquie situé dans la région de Žilina.

## Histoire
La première mention écrite du village date de 1378.

## Démographie

### Évolution de la population
| Année:               | 1994. | 2004.   | 2014.   | 2024.   |
| -------------------- | ----- | ------- | ------- | ------- |
| Nombre de personnes: | 3060  | 3346    | 3377    | 3266    |
| Différence:          |       | +9,34 % | +0,92 % | -3,28 % |

| Année:               | 2023. | 2024.   |
| -------------------- | ----- | ------- |
| Nombre de personnes: | 3292  | 3266    |
| Différence:          |       | -0,78 % |